# بارتوئومیئی گلینیاک
بارتوئومیئی گلینیاک (لهستانی: Bartłomiej Gliniak؛ ‏ زادهٔ ۱۹۷۳) موسیقی‌دان،  آهنگساز اهل لهستان بود.
از فیلم‌هایی که وی در آن‌ها نقش داشته‌است، می‌توان به همبستگی، همبستگی... اشاره نمود.